# Euplexidia thailandica
Euplexidia thailandica là một loài bướm đêm trong họ Noctuidae.